# Jasmin Burić
Jasmin Burić (ur. 18 lutego 1987 w Zenicy) – bośniacki piłkarz występujący na pozycji bramkarza w drużynie Zagłębie Lubin. Trzykrotny reprezentant Bośni i Hercegowiny. Od 6 marca 2017 posiada polskie obywatelstwo.

## Kariera klubowa
Burić karierę piłkarską rozpoczął w NK Čelik Zenica. W wieku 19 lat po raz pierwszy wystąpił w najwyższej klasie rozgrywkowej swojego kraju. Przez trzy następne sezony był podstawowym golkiperem swojej drużyny.

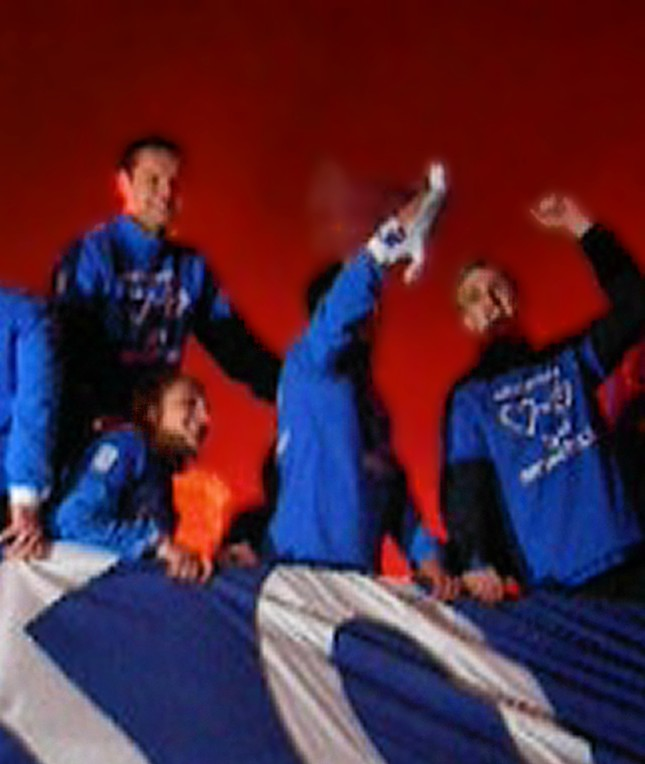
Burić (pierwszy z prawej) świętuje zdobycie Mistrzostwa Polski

W sierpniu 2008 roku trafił na testy do Lecha Poznań, a w grudniu został zawodnikiem "Kolejorza". Wiosną 2009 roku występował wyłącznie w spotkaniach Młodej Ekstraklasy. W spotkaniu 9. kolejki Ekstraklasy sezonu 2009/2010 z Arką Gdynia, Burić zadebiutował w polskiej lidze
W 2019 roku odszedł do Hapoel Hajfa, a z dniem 3 stycznia 2022 roku podpisał kontrakt z Zagłębiem Lubin.

## Kariera reprezentacyjna
Burić trzykrotnie wystąpił w meczach towarzyskich w seniorskiej kadrze Bośni i Hercegowiny. Pierwszy raz wystąpił 1 czerwca 2008 roku zagrał w spotkaniu z Azerbejdżanem, drugi - 29 marca 2016 roku w spotkaniu ze Szwajcarią, a trzeci - 12 listopada 2020 roku w meczu z Iranem.

## Polskie obywatelstwo
Jasmin Burić zaczął starać się o polskie obywatelstwo już w roku 2014 gdy złożył potrzebne dokumenty, ale ówczesny prezydent Bronisław Komorowski odmówił nadania mu obywatelstwa. Burić po pierwszej odmowie nie zaprzestał składania wniosków. 6 marca 2017 roku prezydent Andrzej Duda pozytywnie rozpatrzył jego podanie i nadał mu polskie obywatelstwo.

## Sukcesy

### Lech Poznań
Ekstraklasa
- Mistrzostwo (2): (2009/2010, 2014/2015)
- Wicemistrzostwo (2): (2012/2013, 2013/2014)

Puchar Polski
- Zwycięzca (1): (2008/2009)
- Wicemistrzostwo (3): (2010/2011, 2014/2015, 2015/2016)

Superpuchar Polski
- Zwycięzca (3): (2009/2010, 2015/2016, 2016/2017)